# 후게치
후게치(몽골어: Хөхөч, ᠬᠥᠬᠡᠴᠦ, 한국 한자: 忽哥赤 Hügeči, ? - 1271년 2월 11일)는 몽골 제국(예케 몽골 울루스)의 황족이다. 운남왕(雲南王)에 봉해졌다.
몽골 제국의 제5대 대칸이자 원나라의 첫 번째 황제가 된 쿠빌라이 칸(원 세조)의 서자로, 1267년 8월 운남왕(云南王)에 봉해져 운남행성과 대리행성(구 대리국 지역)을 봉지로 받아 그해 9월 파견됐으며, 윈난성의 군대를 지휘하고 그 지역을 다스렸다. 그러나 그가 기득권을 침해한다고 본 운남행성 현지인 관료들에 의해 1271년 2월 11일 연회 도중 독살되었다. 그가 갑자기 독살되자 쿠빌라이 카안은 큐우크 칸의 손자로, 당시 푸젠성에 있던 남평왕 툴루(秃鲁), 대리국 원정에 참여한 무슬림 사이드 아잘 삼스 알딘 등에게 운남성 일대의 통치권을 맡겼다.
원사(元史) 등 한문 사료에는 '忽哥赤', 집사(集史) 등 페르시아어 사료에서는 '후가치' (هوگاچی, Hūgāchī)로 기록되어 있다. 또한 마르코 폴로가 지은 동방견문록(東方見聞録)에서 그는 카라쟌 왕국의 왕 코가친(Cogachin)으로 묘사되어 있다.

## 생애

### 생애 초기
후게치는 원나라 세조 쿠빌라이 카안의 다섯번째 서자로, 정확한 출생년도와 생일에 대한 기록은 나타나지 않으며 1267년 무렵에는 이미 성년이었다. 그러나 친킴보다는 나이가 아래였다. 후게치는 원나라 세조 쿠빌라이 카안의 아들이었으나 서자였다. 원사와 원사연의에는 후게치의 생모에 대한 기록이 없다. 비슷한 시대를 살던 페르시아 라시드 앗 딘의 『집사 (集史)』의 기술에 따르면 후게치는 쿠빌라이의 측실 가운데 한 명인 도르벤(Дөрвөн) 부족 출신의 도르베진 카툰(Дөрбэжин хатан) 소생이었으며, 한 배에서 난 형제로 서평왕(西平王) 오그룩치가 있었다고 한다. 후게치의 어린 시절, 소년기에 대한 기록은 나타나지 않는다.
집사 (集史)에 의하면 코리다이가 쿠빌라이 카안의 다섯째 아들이고, 그가 그 다음 서열이라 하나 코리다이는 쿠빌라이 카안의 적자 도르지, 친킴보다도 연상으로 추정되며, 중국측 원사, 원사연의에는 등장하지 않는다. 후게치의 어린 시절과 초기 행적에 대해서는 전하는 바가 없다. 후게치의 성격과 용모에 대한 기록도 전하지 않는다.
쿠빌라이의 서자 가운데서 나이가 많은 편이었던 후게치는 1267년(지원 4년) 3월 이복형제로 쿠빌라이의 적자인 친킴, 망갈라, 노무간 등과 함께 은 3만 냥을 하사받기도 했고, 쿠빌라이가 아릭부케 가와의 황위 계승 싸움에서 승리하고 유일한 대칸이 된 뒤 자신의 영토를 크게 셋으로 나누어 화베이(華北) 지방을 연왕(燕王) 친킴에게, 옛 서하(西夏, 탕구트) 지방을 안서왕(安西王) 망갈라에게, 몽골리아(몽골 본토) 지방을 북평왕(北平王) 노무간에게 분봉해 주고, 여기에 더해 서자였던 후게치에게도 운남(雲南) 방면의 땅을 주고 운남왕(雲南王)에 봉하였으며, 오그룩치를 서평왕(西平王)으로 봉해 티베트 방면의 땅을 주었다. 다만 서자인 이들의 영지는 적자인 친킴 등의 왕국보다는 비교적 규모가 작았던 데다 그나마도 쿠빌라이의 다른 적자인 안서왕 망갈라의 명령을 받았던 것으로 보인다.

### 운남왕 책봉
1267년(지원 4년) 음력 8월 22일(9월 12일)에 운남왕으로 봉해졌다. 그해 9월 후게치는 왕부(王傅) 코코데이, 부위(府尉) 시정(柴禎), 사마(司馬) 영원(寧源) 등을 데리고 운남 지방으로 부임해 왔고, 운남의 행정을 장악하였다. 실질적인 통치권은 쿠빌라이 카안이 파견한 다루가치들이 행사하였다. 그해 9월 대리등 외행6부(大理等处行六部)로 지칭되는
구 대리국을 포함한 주변 6개 행성을 영지로 받았다.
일본의 마쓰다 고이치는 그의 운남왕 책봉에 대해, 쿠빌라이에 의한 아들로의 분봉이라는 성격 외에 몽골에 의한 운남지배 강화라는 목적이 있었다고 보았다. 그는 코코다이(阔阔带)와 시정(柴禎)을 운남왕부 상서로 임명하였으며, 동시에 왕부(王傅)의 부위(府尉)로 삼았다. 또한, 닝위안(宁源)을 시랑(侍郎)으로 임명하고, 사마(司馬)를 겸직시켰다.

### 운남왕 부임과 독살
그는 구 대리국 영토, 선선(鄯阐, 현 윈난성 쿤밍시 일대), 차간장(察罕章, 하얀 장막 또는 백도영(白帳營)을 뜻하며 윈난 성 서북부), 시투가르(示秃哥儿, 위치 불명, 소수민족 거주지로 추정) 등을 돌며 순무하고 백성을 위무하며, 호적을 편성하고 부역과 세금을 부과하였으며, 각 처에 다루가치(達鲁花赤)를 파견하여 이 지역을 대신 다스리게 하였다. 당시 대리국 등지의 37개 부락은 선위도원수(宣慰都元帅) 바오허딩(宝合丁)이 통솔하고 있었다.
그는 자신의 영토인 윈난 크게 4개의 지방으로 나뉘어져 서북의 모소 족 거주지와 그 주변으로 이루어진 차간장, 중동부의 선선, 37개 만(蛮)족 거주지로 이루어진 카라친, 구 대리국을 중심으로 하는 서방의 대리 지구로 개편했다.
후게치는 이들 지역의 통치에 더해 아직 몽골의 지배에 들지 않은 남방의 안남(베트남)이나 자르단단(금치, 金歯 중국과 태국의 접경지대)로의 진출에도 주목하였다. 후게치는 곧 정부를 꾸려 코코대(闊闊帶), 한인 습정병(柴楨併)을 상서로 임명하고 겸 왕부부위(兼王傅府尉)로, 영원(寧源)을 시랑(侍郎), 겸사마(兼司馬)로 임명했다.
때문에 후게치의 등장으로 기존 기득권을 침해받은 대리등처선위도원수(大理等處宣慰都元帥) 보합정(宝合丁) 등은 지원 8년(1271년) 2월에 뇌물을 주고 왕상부 관리들과 함께 후게치를 독살하고 말았다. 원사 7권에 의하면 왕부 코코데이 등이 가담했다. 신원사 권 114에 의하면 1271년 2월 11일 후게치는 연회에서 중독, 그날 저녁에 사망했다 한다. 보합정의 음모에는 아로와시(阿老瓦丁), 치라시(亦速失) 등이 비밀리에 가담하였다. 바오허딩은 왕부의 고문 코코다이, 아라와딘, 치라시 등을 뇌물로 매수하여 이 사건을 은폐하려 하였다.

### 사후
왕부문학(王府文學) 장입도(張立道)는 비밀리에 경사(京師)로 달려가 사건을 고변했다. 사태를 심각하게 받아들인 쿠빌라이 카안은 1271년 2월 단사관(断事官) 보라곤(博羅歓), 이부상서 벨테무르(別帖木兒), 그밖에 카리치(火你赤), 조정(曹楨) 등을 사람을 딸려 운남성에 보내 사건을 조사하게 하고, 보합정, 왕부 코코다이 등을 복주하였다. 매장지는 미상이다.
그가 죽자 쿠빌라이 칸은 큐우크 칸의 셋째 아들 남평왕 화홀(南平王 禾忽)의 아들로, 당시 푸젠성에 있던 남평왕 툴루(秃鲁)를 임시로 운남왕에 봉해 통치권을 주고, 대리 원정에 동행한 무슬림 사이드 아잘 삼스 알딘(سید اجل شمس‌الدین, Sayyid Ajjal Shams al-Din Omar)을 파견해 운남행성(雲南行省)의 통치를 맡겼다.
후게치의 독살 이후 쿠빌라이는 운남에 대한 통치 방침을 바꾸어, 색목인 관리인 사이드 아잘 삼스 알딘 우마르를 통해 운남의 안정된 지배를 확립하였으나, 후게치의 아들인 에센 테무르(也先帖木兒)가 아버지의 운남왕 지위를 이어받는 것은 쿠빌라이가 보낸 사이드 아잘 삼스 알딘 사후(1279년 8월 21일 사망)에야 이루어졌다. 이는 후게치의 독살로부터 약 10년이 지난 지원 17년(1280년) 10월의 일이었다. 시호는 미상이다.

## 같이 보기
- 바자르오르미
- 에센 테무르
- 쩐흥다오